# Борибай-батыр
Борибай-батыр Сарыулы (каз. Бөрібай батыр Сарыұлы; 1694 — 1756/1760) – казахский батыр, полководец, бий, один из верных батыров хана Абылая, друг и сподвижник Кабанбай батыра, командовал наиболее боеспособными частями при Кабанбай батыре. Выходец и боевой клич рода Матай племени Найман Среднего жуза. Отец батыра Сары мырза в 1688—1689 годах возглавлял казахское посольство в Тобольск.

## Биография
Отец Борибай-батыра Сары-мырза в 1688—1689 возглавлял казахское посольство в Тобольск.
В казахско-джунгарских войнах руководил ополчением рода Матай. Погиб во время битвы у реки Сарысу. Похоронен в мемориальном комплексе Ходжи Ахмета Яссауи.  
Подвиги Борибай-батыра воспеты в песнях Сегиз-сери, Дастемсал, Жанкиси.
Среди потомков Борибай-батыра — Бикен-ана, сыновья Сырттана Барлыбек и Турлыбек, Танеке-батыр, Кыдыралы, Маман, Турысбек.